# Каирская опера
Каирская опера (араб. دار الأوبرا المصرية‎, Dār el-Obra el-Masreyya, букв. «Египетский дом оперы») — оперный театр в столице Египта городе Каире, основная составляющая Каирского Национального культурного центра (Cairo National Cultural Center, подчинённого напрямую Министерству культуры Египта), главная концертная и театральная сцена страны, штаб-квартира главных музыкальных коллективов Египта.

## Общая информация
Каирская опера является одним из шести оперных театров в Африке, самой большой и известной оперой не только в Египте, но и в Африке в целом и на всём Ближнем Востоке.
Каирская опера расположена на южной оконечности острова Гезира (известной как городской район Замалек) в роскошном помещении, спроектированном (вместе с застройкой окружающего пространства) совместно с Японским агентством сотрудничества (the Japan International Cooperation Agency). Внешне здание выполнено в постмодернистском стиле со значительным использованием элементов исламской архитектуры, интерьеры же помещений выполнены в разных стилях: от древнеегипетского до барокко.
Каирский оперный театр является основной составляющей Каирского Национального культурного центра (Cairo National Cultural Center, подчинённого напрямую Минкультуры Египта). Его основным назначением является как развитие классических и современных египетских театра, музыки и танца, так и сохранение и популяризация традиционного арабского искусства.
Каирская опера имеет 3 зрительных зала (2 основных и 1 вспомогательный):
- главный зал (в центральном помещении) — четырёхуровневый, на 1200—1300 мест, включает оркестровую яму, три яруса и президентскую ложу. Используется для крупных театральных и балетных постановок, музыкальных концертов;
- малый зал — рассчитан на 500 мест, одноуровневый. Используется для музыкальных и торжественных мероприятий, а также как зал для приёмов;
- театр под открытым небом, способный вместить до тысячи зрителей.

## История театра
В 1869 году хедив Исмаил-паша велел построить здание оперного театра в рамках многочисленных мероприятий, посвящённых открытию Суэцкого канала. Он был назван Хедивской оперой, которая должна была стать общенациональным центром развития искусства. Здание было спроектировано итальянскими архитекторами Авоскани и Росси, а само строительство длилось полгода. Чуть более чем спустя столетие после строительства Хедивская опера рано утром 28 октября 1971 года сгорела дотла во время пожара.
После визита президента Египта Хосни Мубарака в Японию в апреле 1983 года было принято решение об участии Японии в разработке проекта, а также в финансировании возведения нового здания Каирской оперы, что должно было стать подарком народу Египта. Работы по возведению Каирской оперы начались в мае 1985 года и продолжались 34 месяца — до марта 1988 года. 10 октября 1988 года президент Мубарак и японский принц Томохито, младший брат императора, приняли участие в торжественном открытии Каирского Национального культурного центра и, в частности, Каирской оперы. С этого времени Каирская опера остаётся ведущей оперной сценой и значительным культурным центром государства, континента и мира в целом, её постоянный репертуар составляют концерты, театральные и балетные постановки.